# ROCK'A'TRENCH
ROCK'A'TRENCH（ロッカトレンチ）は、日本のロックバンド。
2007年ワーナーミュージック・ジャパンよりメジャーデビュー。バンド名はボブ・マーリーの曲「Trench Town Rock」に由来している。
2011年に活動休止を発表。2011年12月3日に大阪・なんばHatchで行われたライブを最後に無期限の活動休止となった。
その後、2020年に9年ぶりに5人でのリモートセッションを行ったことをきっかけに、音楽制作を再開。活動休止前の最後のライブの日から10年後の2021年12月3日に新曲（配信シングル）のリリースを発表した。

## メンバー
- 山森大輔（やまもり だいすけ、1978年10月3日 - ）
  - ボーカル・ギター。沖縄県出身。東京大学法学部卒業。
- 畠山拓也（はたけやま たくや、1978年11月27日 - ）
  - トロンボーン・キーボード・その他。神奈川県出身。東京大学工学部建築学科卒業。
- 河原真（かわはら しん、1981年4月1日 - ）
  - ベース。広島県豊田郡瀬戸田町（現・尾道市）出身。武田高等学校、短大卒業を経てアン・ミュージック・スクール卒業。元What's Love?。
- 豊田ヒロユキ（とよだ ひろゆき、1980年2月19日 - ）
  - ギター・コーラス。西東京市出身
- オータケハヤト（おおたけはやと、1978年11月17日 - ）
  - ドラム。愛媛県新居浜市出身。元CHOMOLUNGMA.7/GREEN MiND/THE SWiSH

## ディスコグラフィー

### デモテープ
1. First Demo CD（2005年5月17日）
  1. South Wind
  2. 約束
  3. No Remedy
  4. 19歳
  5. 砂の風に乗って

### シングル
1. South Wind（2005年8月17日）
  1. South Wind
  2. 約束
2. Higher（2007年7月4日）
  1. Higher
  2. Spit
  3. Free
  4. Higher(dub Mix)
3. ヒートアイランド（2007年10月10日）
  1. ヒートアイランド
  2. 旅人
  3. Mirror Dayz
  4. ヒートアイランド(Reprise)

  - 初回限定版DVD
    1. Higher
    2. South wind
    3. No Remedy
    4. Every Sunday Afternoon
4. カクメイノウタ〜Diggin'〜 （2008年5月21日）
  1. カクメイノウタ〜Diggin'〜
  2. 好きなんだBaby
  3. Mirror Dayz(Live ver.)
  4. カクメイノウタ〜Diggin'〜(カラオケ)
5. Every Sunday Afternoon （2008年7月23日） 関西地区限定販売・初回生産限定 発売元：TAISUKE RECORDS
  1. Every Sunday Afternoon
  2. 君の瞳と(好きなんだBaby laid back ver.)
6. Every Sunday Afternoon （2008年8月20日）
  1. Every Sunday Afternoon
  2. 花の音
  3. Every Sunday Afternoon(Live ver.)
  4. Every Sunday Afternoon(instrumental)
  5. 花の音(instrumental)
7. My SunShine （2009年3月4日）
8. 真夏の太陽 （2009年6月24日）
  1. 真夏の太陽
  2. Night and Day
  3. 真夏の太陽(Instrumental)
  4. Night and Day(Instrumental)
9. 言葉をきいて/ビューティフル サン （2010年6月23日）
  1. 言葉をきいて
  2. ビューティフル サン
  3. Birthday Song
HAPPY BIRTHDAY DOWNLOAD for children 提供楽曲
10. Music is my Soul （2010年12月1日）
  1. Music is my Soul
  2. 42,195
  3. JUMP STAR 〜jump ver.〜

  - 初回限定版DVD
    1. ヒートアイランド
    2. My Sunshine
    3. LOST
    4. 好きなんだBaby
    5. in love
11. 日々のぬくもりだけで （2011年4月27日）
  1. 日々のぬくもりだけで
  2. Baby's Extreme
  3. in love

  - 初回限定版DVD
    1. ONE LOVE
    2. Every Sunday Afternoon
    3. 言葉をきいて
    4. ビューティフル サン
    5. Night and Day
12. 光射す方へ （2011年6月22日）
  1. 光射す方へ
  2. tell me the reason ＊Early track recorded in 2006.
  3. 風が笑って＊Early track recorded in 2006

  - 初回限定版DVD（Steady Rock vol.6 〜春のライライラライツアー2010〜 Live at Zepp Osaka vol.3）
    1. Spit!
    2. Higher
    3. ニューウェーブ
    4. Don't Stop The Music
    5. 真夏の太陽
13. RISE AGAIN／Greatest Days（2021年12月3日）
  - 配信シングル

  1. RISE AGAIN
  2. Greatest Days

### アルバム
1. ROCK'A'TRENCH（2007年3月7日）
2. ACTION!（2009年7月22日）
3. Bohemia（2011年9月7日）
  1. Are Ya Ready
  2. 光射す方へ
  3. everybody clap
  4. 日々のぬくもりだけで
  5. 春風
  6. Dreamer Spider
  7. Yeah Yeah Yeah
  8. am I am I
  9. 言葉をきいて
  10. Trippin' Band
  11. ビューティフル サン
  12. Music is my Soul
  13. 君へ

  - DVD（初回限定盤A）
    1. ミュージックビデオ
      1. 言葉をきいて-Live ver.-
      2. Music is my Soul
      3. 日々のぬくもりだけで
      4. 光射す方へ

    2. ライブ映像3曲　Live @ Zepp Osaka 2010.05.09 アンコール曲
      1. 君の瞳と
      2. Secret of the night
      3. JUMP STAR

  - DVD（初回限定盤B）
    1. アコースティック・ライブ映像7曲収録

## タイアップ一覧
| 使用年 | 曲名                      | タイアップ                                                                            |
| ------ | ------------------------- | ------------------------------------------------------------------------------------- |
| 2007年 | 砂の風に乗って            | 朝日放送 土曜ナイトドラマ『学問ノススメ』主題歌                                       |
| 2007年 | Higher                    | 北海道テレビ『夢チカ18』2007年7月度エンディングテーマ                                 |
| 2007年 | ヒートアイランド          | ザナドゥー配給映画『ヒートアイランド』主題歌                                          |
| 2007年 | ヒートアイランド          | 岩手めんこいテレビ『BEATNIKS』オープニングテーマ                                      |
| 2007年 | ニューウェーブ            | ザナドゥー配給映画『ヒートアイランド』イメージソング                                  |
| 2008年 | 旅人                      | セイコーマートオリジナル缶コーヒー「グランディア」全店内CMソング                      |
| 2008年 | カクメイノウタ〜Diggin'〜 | フジテレビ系アニメ『ゲゲゲの鬼太郎』第5シリーズ エンディングテーマ（第52話 - 第64話） |
| 2008年 | Every Sunday Afternoon    | 岩手めんこいテレビ『BEATNIKS』エンディングテーマ                                      |
| 2008年 | Every Sunday Afternoon    | 毎日放送『VERITà -ベリータ-』2008年8月エンディングテーマ                              |
| 2008年 | Lost                      | セイコーマートオリジナル缶コーヒー「グランディア」全店内CMソング                      |
| 2009年 | My SunShine               | フジテレビ系ドラマ『メイちゃんの執事』主題歌                                          |
| 2009年 | My SunShine               | エムティーアイ「MUSIC.JP」CMソング                                                    |
| 2009年 | My SunShine               | フォーサイド・ドット・コム「IラブMUSIC取放題」CMソング                                |
| 2009年 | My SunShine               | 第一興商「DAM★うたフル」CMソング                                                      |
| 2009年 | JUMP STAR                 | 学校法人モード学園「HAL（東京・大阪・名古屋）」CMソング                               |
| 2009年 | JUMP STAR                 | レコチョク「レコチョク」CMソング                                                      |
| 2009年 | 真夏の太陽                | ハウスウェルネスフーズ「C1000レモンウォーター」CMソング                               |
| 2009年 | 真夏の太陽                | TSUTAYA「MUSICO」CMソング                                                             |
| 2009年 | 真夏の太陽                | 北海道テレビ『夢チカ18』2009年8月度オープニングテーマ                                 |
| 2009年 | 真夏の太陽                | 関西テレビ『満たして!好奇心』エンディングテーマ                                       |
| 2009年 | 真夏の太陽                | 長崎国際テレビ『AIR』9月度オープニングテーマ                                          |
| 2010年 | 言葉をきいて              | 資生堂「SEA BREEZE」CMソング                                                          |
| 2010年 | 言葉をきいて              | 北海道テレビ『夢チカ18』2010年6月度オープニングテーマ                                 |
| 2010年 | ビューティフル サン       | 「14th TOYOTA BIG AIR」テーマソング/CMソング                                          |
| 2011年 | 光射す方へ                | テレビ東京系連続ドラマ『鈴木先生』オープニングテーマ                                  |

## レギュラー出演
- ロッカトレンチの「ほじゃけんいよんよ」（オータケのみ）（FM愛媛：2008年5月 - 2008年8月）
- MUSIC FREAKS（山森のみ）（FM802：2008年10月 - 2009年9月）
  - 桃野陽介（monobright）と隔週交代で出演していた。
- BODYWILD presents ROCK'A'STOCK ～Positive Switch～（TOKYO FM・FM OSAKA：2009年10月 - 2010年9月）※FM OSAKAは2010年1月からの放送。（山森・豊田）
- Beポンキッキ/beポンキッキーズ（畠山のみ）（BSフジ：2010年4月 - 2012年3月）